# Издательство Стэнфордского университета
Издательство Стэнфордского университета (англ. Stanford University Press, сокр. SUP) — университетское издательство Стэнфордского университета.
Одно из старейших академических издательств США и первое университетское издательство, основанное на Западном побережье. Оно было одним из немногих официально принятых в Ассоциацию издательств американских университетов (ныне Ассоциация университетских издательств) при её основании в 1937 году, и является одним из 22 существующих поныне издательств, входивших в эту первоначальную ассоциацию. Издательство публикует 130 книг в год по гуманитарным и социальным темам, а также по бизнесу, и имеет в своём послужном списке более 6500 наименований.

## История
Дэвид Старр Джордан, первый президент Стэнфордского университета, при принятии этого поста выдвинул четыре условия Леланду и Джейн Стэнфорд, последнее из которых гласило: «Необходимо иметь возможность публикации результатов любого важного исследования профессоров и студентов. Такие документы могут время от времени выпускаться как „Мемуары Леландского Стэнфордского Университета“». 

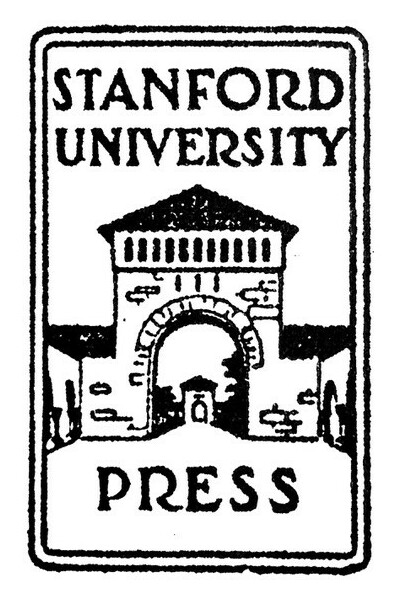
Оригинальный колофон издательства Stanford University Press

В 1892 году первая стипендиальная работа Оррина Лесли Эллиотта, опубликованная под эгидой Стэнфордского университета, «The Tariff Controversy in the United States, 1789—1833», была указана как первая в серии «Leland Stanford Junior University Monographs Series». В том же году студент Джулиус Эндрю Квелле основал в кампусе типографию, издающую управляемую студентами газету, Daily Palo Alto (ныне Stanford Daily), а также статьи и книги Стэнфордского факультета. Впервые название «Stanford University Press» было использовано президентом Джорданом в 1895 году при издании его работы «The Story of the Innumerable Company». В 1915 году Квелле нанял переплетчика Джона Борсдамма, который позже привлёк к работе в издательстве своих коллег, включая главного печатника и будущего менеджера Уилла А. Френда. В 1917 году университет купил типографию, сделав её подразделением Стэнфорда.
В 1925 году SUP наняло Уильяма Хоули Дэвиса, профессора английского языка, в качестве первого главного редактора. В следующем году SUP выпустило свой первый каталог, в котором перечислены семьдесят пять опубликованных книг. В 1927 году президент университета Рэй Лайман Уилбур учредил Специальный комитет, состоящий из редактора, менеджера по издательским делам, менеджера по продажам и контролёра; их «основной задачей является публикация университетских изданий всех видов и способствование благополучию человечества в целом».

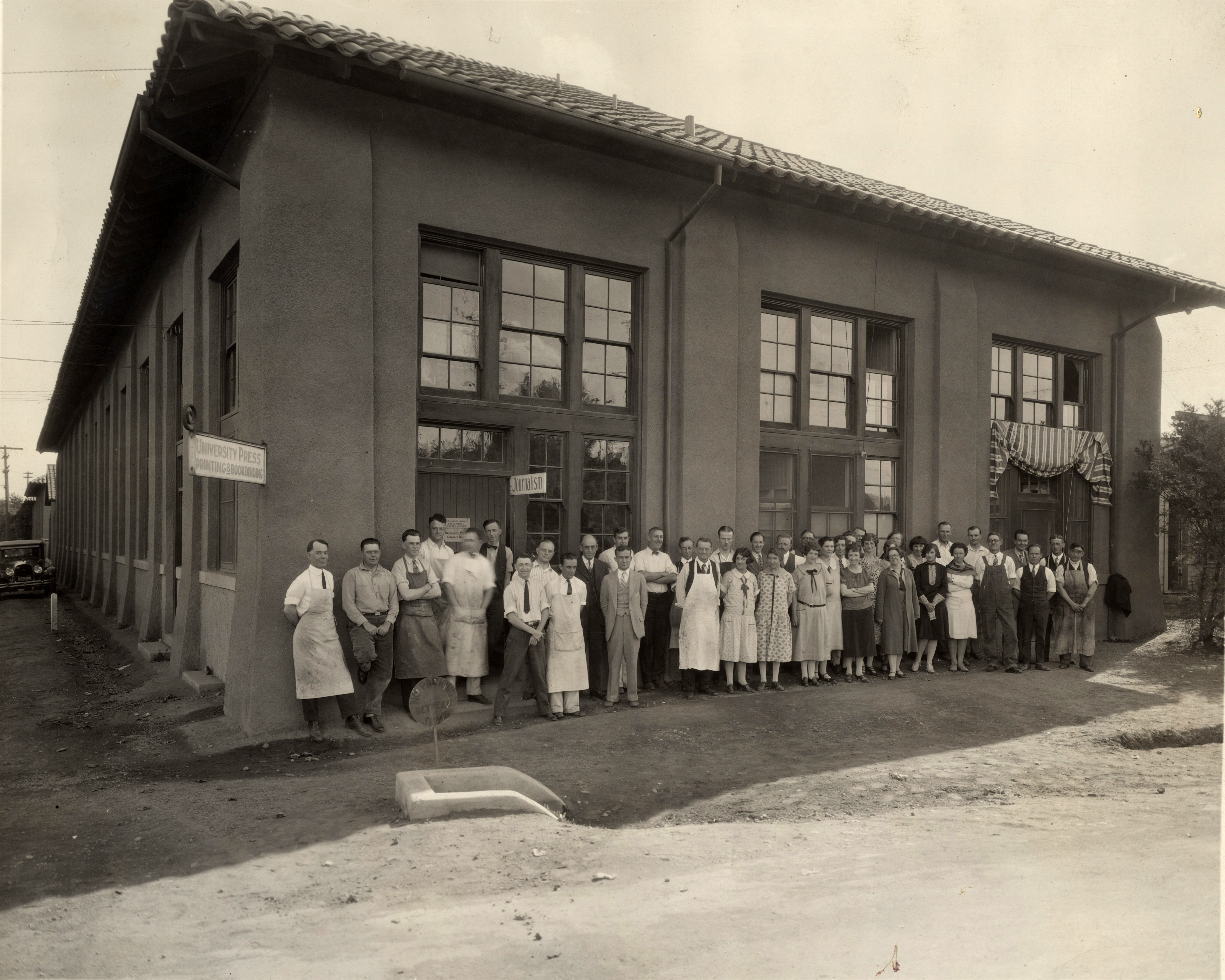
Фотография 1929 года сотрудников издательства Стэнфордского университета.

Первый директор издательства, Дональд П. Бин, был назначен в 1945 году. К 1950-м годам типография занимала седьмое место в национальном рейтинге среди университетских издательств по количеству выпускаемой продукции. Главным дизайнером в конце 1950-х и 1960-х годах был печатник и типограф Джек Штауффахер, позже ставший призёром AIGA.
В 1999 году издательство стало подразделением библиотек Стэнфордского университета. В 2012—2013 годах оно переехало из своего предыдущего местоположения, возле кампуса Стэнфорда, в нынешнее, находящееся в Редвуд-Сити.
Stanford Business Books, импринт профессиональных изданий в сфере бизнеса, был запущен в 2000 году двумя публикациями о Кремниевой долине. В 2012 году издательство запустило портал Briefs, содержащее краткие публикации по всему каталогу. При финансовой поддержке фонда Эндрю У. Меллона в 2015 году SUP представило программу публикации интерактивных научных работ. В том же году оно запустило свой импринт Redwood Press романом Бахийи Нахджавани.
В апреле 2019 года ректор Стэнфордского университета объявил о планах прекратить финансирование издательства, что вызвало поток критики. После протестов преподавателей и студентов Стэнфорда, а также более широкого академического и издательского сообщества, была восстановлена субсидия на 2019—2020 учебный год с обсуждением дополнительных вариантов сбора средств со стороны издательства в будущем.

## Импринты

### Redwood Press
Redwood Press издаёт книги для широкой аудитории, охватывающие множество тем, написанные как академическими, так и неакадемическими авторами.

### Stanford Briefs
Stanford Briefs — это статьи объёмом с эссе по различным дисциплинам.

### Stanford Business Books
Stanford Business Books издаёт учебники по бизнесу, профессиональную литературу, учебные материалы для курсов, а также монографии, в которых исследуется социальная сторона бизнеса.